# Else Bäck
Else Bäck, verheiratete Else Neft (* 11. März 1884 in Wien; † 11. Juli 1968 in Los Angeles) war eine österreichisch-deutsch-amerikanische Schauspielerin.

## Leben
Else Bäcks Mutter stammt aus dem böhmischen, der Vater aus dem ungarischen Teil Österreich-Ungarns. Sie war seit 1923 mit dem Theaterdirektor Heinrich Neft verheiratet. 1933 emigrierte sie aus Berlin nach Wien und 1940 in die USA. Laut Kopie des Certificate of Death (Nr. 7097-027894) des County of Los Angeles lebte sie ab 1943 in Los Angeles. Dort starb sie im Alter von 84 Jahren.

## Filmografie
- 1916: Der Fall Klerk
- 1918: Jettchen Geberts Geschichte (2 Teile)
- 1919: Eine Nacht, gelebt im Paradiese
- 1919: Das Mädchen und die Männer
- 1922: Die fünf Frankfurter
- 1951: In all meinen Träumen bist Du
- 1952: Feuertaufe Invasion
- 1952: Mr. & Mrs. North
- 1953: Die gläserne Mauer
- 1954: Tief in meinem Herzen
- 1955: Nackte Straßen
- 1956: Nur Du allein
- 1957: Schlitz Playhouse of Stars
- 1960: Dezernat ‚M‘
- 1960: Hong Kong

## Theater
- 1905: L. Günther nach Wilhelm Busch: Bubenstück (Moritz) – Regie:? (Thalia-Theater Berlin)
- 1907: Victorien Sardou: Marquise (Natalie) – Regie: Emanuel Reicher (Lessingtheater Berlin)
- 1912: Robert Saudek, Alfred Halm: Graf Pepi – Regie: ? (Lustspielhaus Berlin)
- 1914: Gotthold Ephraim Lessing: Minna von Barnhelm – Regie: Emil Lessing (Volksbühne Berlin in Montis Operettentheater Berlin)
- 1914: Philipp Langmann: Die vier Gewinner – Regie: Emil Lessing (Volksbühne Berlin in Montis Operettentheater Berlin)
- 1914: Bjørnstjerne Bjørnson: Wenn der junge Wein blüht (Frau Arvik) – Regie: Emil Lessing (Volksbühne Berlin in Montis Operettentheater Berlin)
- 1915: Ludwig Thoma: Die Lokalbahn (Frieda Pilgermeier) – Regie: Paul Kalbeck (Theater Volksbühne am Bülowplatz Berlin)
- 1915: Ludwig Anzengruber: Die Kreuzelschreiber (Josepha Bauer) – Regie: Hans Felix (Theater Volksbühne am Bülowplatz Berlin)
- 1915: Georg Hirschfeld: Roesickes Geist (Grete) – Regie: Emil Lessing (Theater Volksbühne am Bülowplatz Berlin)
- 1916: Molière: Der eingebildete Kranke – Regie: Max Reinhardt (Deutsches Theater Berlin)
- 1916: Gustav Kadelburg: Die Familie Schimek – Regie: Emil Jannings (Theater Volksbühne am Bülowplatz Berlin)
- 1917: Karl Schönherr: Volk in Not (Schmiedin) – Regie: Max Reinhardt (Theater Volksbühne am Bülowplatz Berlin)
- 1919: Rolf Lackner: Christa die Tante (Portiersfrau) – Regie: Victor Barnowsky (Lessingtheater Berlin)
- 1919: Ludwig Anzengruber: Der Pfarrer von Kirchfeld – Regie: ? (Lessingtheater Berlin)
- 1919: Gerhart Hauptmann: Der rote Hahn (Frau Schulze) – Regie: Victor Barnowsky (Lessingtheater Berlin)
- 1920: Karl Costa: Bruder Martin – Regie: Hans Felix (Theater Volksbühne am Bülowplatz Berlin)
- 1920: Arthur Schnitzler: Reigen (Dirne) – Regie: Hubert Reusch (Kleines Schauspielhaus Berlin, Fasanenstraße)
- 1920: Balbo Neumann: Das Glas der Jungfrau (Madonna Beatrice) – Regie: ? (Lessingtheater Berlin)
- 1921: Maxim Gorki: Nachtasyl – Regie: ? (Kleines Schauspielhaus Berlin, Fasanenstraße)
- 1922: Franz und Paul von Schönthan:  Der Raub der Sabinerinnen – Regie: Karl Etlinger (Deutsches Theater Berlin – Kammerspiele)
- 1922: Franz Arnold, Ernst Bach: Der keusche Lebemann – Regie: ? (Kleines Schauspielhaus Berlin, Fasanenstraße)
- 1922: Franz Arnold, Ernst Bach: Der wahre Jakob – Regie: Franz Arnold (Lustspielhaus Berlin)
- 1923: Gotthold Ephraim Lessing: Emilia Galotti – Regie: Karl Neisser (Wallner-Theater Berlin)
- 1924: Georg Kaiser: David und Goliath (Ottilie) – Regie: Emil Lind (Wallner-Theater Berlin)
- 1924: Franz Arnold, Ernst Bach: Die vertagte Nacht (Ehefrau) – Regie: Franz Arnold (Neues Operettentheater Berlin)
- 1925: Montague Glass, Jules Eckert Goodman: Potasch und Perlmutter, 2. Teil (Madame Potasch) – Regie: Reinhard Bruck (Lustspielhaus Berlin)
- 1925: Jerome K. Jerome: Lady Fanny und die Dienstbotenfrage – Regie: Karlheinz Martin (Theater am Schiffbauerdamm Berlin)
- 1925: Georg Kaiser: Kolportage (Frau Appeblom) – Regie: Emil Lind (Wallner-Theater Berlin)
- 1926: Gerhart Hauptmann: Der Biberpelz (Mutter Wolffen) – Regie: Bertold Viertel (Thalia-Theater Berlin)
- 1926: Georg Hirschfeld: Mieze und Maria – Regie: Emil Lind (Theater am Kurfürstendamm Berlin)
- 1927: Henrik Ibsen: Peer Gynt – Regie: Fritz Holl (Theater Volksbühne am Bülowplatz Berlin)
- 1927: Friedrich Schiller: Kabale und Liebe – Regie Fritz Holl (Theater Volksbühne am Bülowplatz Berlin)
- 1927: František Langer: Das Kamel geht durch das Nadelöhr (Frau Peschta) – Regie: Hans Felix (Thalia-Theater Berlin)
- 1927: Gerhart Hauptmann: Der rote Hahn (Frau Fielitz) – Regie: Josef Gielen (Thalia-Theater Berlin)
- 1927: Georg Kaiser: Der mutige Seefahrer (Frau Krys) – Regie: Josef Gielen (Thalia-Theater Berlin)
- 1927: Bjørnstjerne Bjørnson: Wenn der junge Wein blüht – Regie: Leo Reuss (Thalia-Theater Berlin)
- 1928: Robert Grötzsch: Dykerpotts Erben (Karoline) – Regie: Hans Wassmann (Thalia-Theater Berlin)
- 1928: Hans Müller-Schlösser: Schneider Wibbels Auferstehung – Regie: ? (Thalia-Theater Berlin)
- 1928: Oscar Wilde: Bunbury – Regie: Philipp Manning (Englisches Theater im Deutschen Künstlertheater Berlin)
- 1929: Heinrich Lautensack: Die Pfarrhauskomödie (Ambrosia Lindpainter) – Regie: Adolf Edgar Licho (Thalia-Theater Berlin)
- 1929: Jack Larric: Oelrausch (Mrs. Crane) – Regie: Hans Felix (Thalia-Theater Berlin)
- 1929: Alfred Sutro: The Laughin Lady (Caroline Playgate) – Regie: Ernst Wilhelmy (Englisches Theater im Theater in der Behrenstraße Berlin)
- 1930: William Shakespeare: Was ihr wollt – Regie: Alfred Halm (Englisches Theater im Theater Volksbühne am Bülowplatz Berlin)
- 1930: Oscar Wilde: A Woman of No Importance (Lady Caroline) – Regie: Ernst Wilhelmy (Englisches Theater im Schiller Theater Berlin)
- 1930: Herbert Farjeon, Horace Horsnell: The Art of Advertising (Faktotum) – Regie: Bonneville (Englisches Theater im Theater in der Behrenstraße Berlin)
- 1930: V. Kirchon, A. Ouspensky: Rost (Olga) – Regie: Günther Stark (Theater Volksbühne am Bülowplatz Berlin)